# أحمد سلام
أحمد سلام (بالإنجليزية: Ahmed Salam)‏ هو لاعب كرة قدم بريطاني، ولد في 30 ديسمبر 2000.